# Sanhe
Sanhe (en chino, 三河; pinyin, Sān·Hé (escuchar)ⓘ  ) es una municipio bajo la administración directa de la ciudad-prefectura de Langfang. Se ubica en la provincia de Hebei, este de la República Popular China. Su área es de 633 km² y su población total para 2010 superó los 650 mil habitantes. 

## Administración
Desde junio de 2023, el municipio de Sanhe se divide en 18 pueblos que se administran en 6 subdistritos, 10 poblados y 2 villas.

## Toponimia
El topónimo Sanhe [/San-Jə/] significa 'tres rios', debe su nombre a los tres ríos que la atraviesan: el Ju (泃河), el Lu (洳河) y el Baoqiu (鲍邱河).